# کاخ ورسای
کاخ ورسای (به فرانسوی: Château de Versailles)، مجموعه کاخ‌هایی در شهر ورسای در نزدیکی پاریس است که به‌عنوان بزرگ‌ترین کاخ‌های سلطنتی جهان شناخته می‌شود. تحت نظارت شارل لوبرن قرار داشت.
این کاخ سابقاً در دهکده‌ای به همین نام در نزدیکی پاریس قرار داشت اما امروزه این دهکده و کاخ جزو حومهٔ پاریس به‌شمار می‌روند. از سال ۱۶۸۲ تا سال ۱۷۸۹، که به‌ اجبار انقلابیون خانوادهٔ سلطنتی به پاریس منتقل شدند، این کاخ محل زندگی و دربار حکومتیِ شاهان فرانسه بود.
این کاخ به‌عنوان یکی از میراث‌های جهانی توسط یونسکو انتخاب شده‌است. معاهده ورسای، که به جنگ جهانی اول پایان داد، در این کاخ منعقد شده‌است.

## تاریخچه
براساس مدارک تاریخی آثار وجود کاخ در دهکدهٔ ورسای به حدود سال ۱۰۳۸ میلادی برمی‌گردد. اما این کاخ جایگاه رسمی و سلطنتی نداشته‌است. بعدها از دهکدهٔ ورسای به‌عنوان شکارگاه استفاده می‌شد. به همین منظور، لویی سیزدهم در سال ۱۶۲۴ دستور ساخت بنایی را در این شکارگاه داد. این شکارگاه به‌وسیلهٔ «فیلیبرت لروی» طراحی و به‌وسیلهٔ سنگ و آجر سرخ ساخته شد.

## ساخت کاخ سلطنتی در ورسای

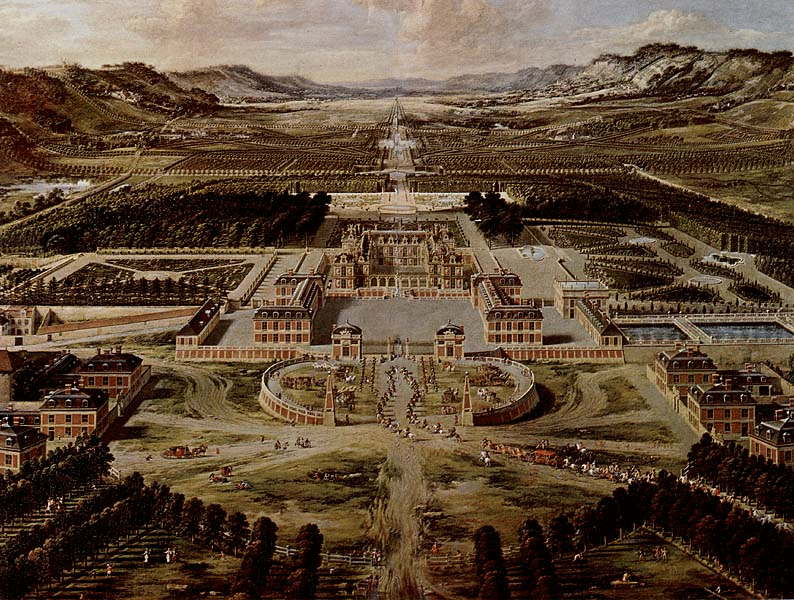
کاخ ورسای در سال ۱۶۶۸

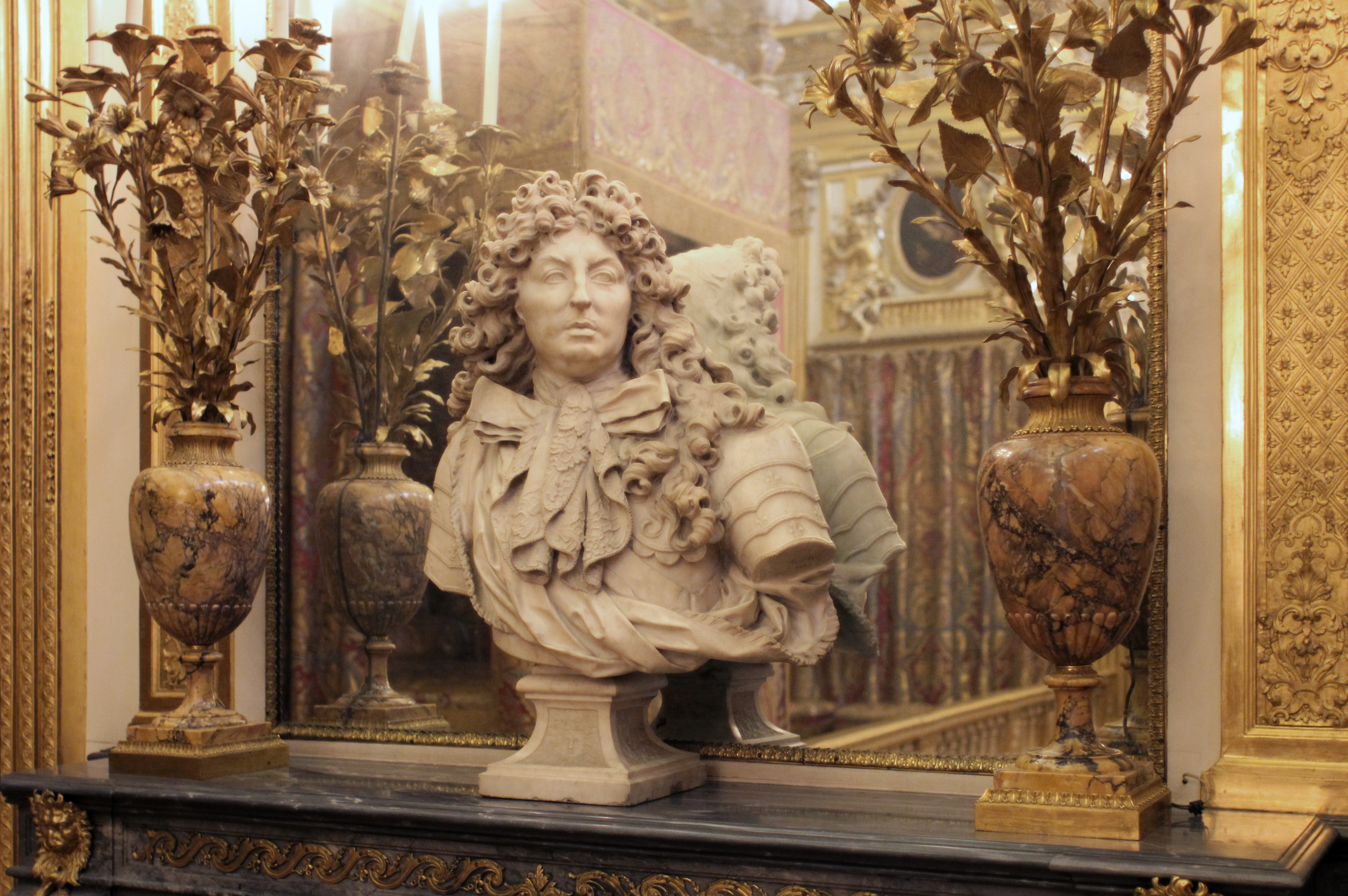
تمثال لویی چهاردم ساخته‌شده از سنگ مرمر توسط آنتوان کُوس‌وو، تندیس‌ساز برجستهٔ فرانسوی

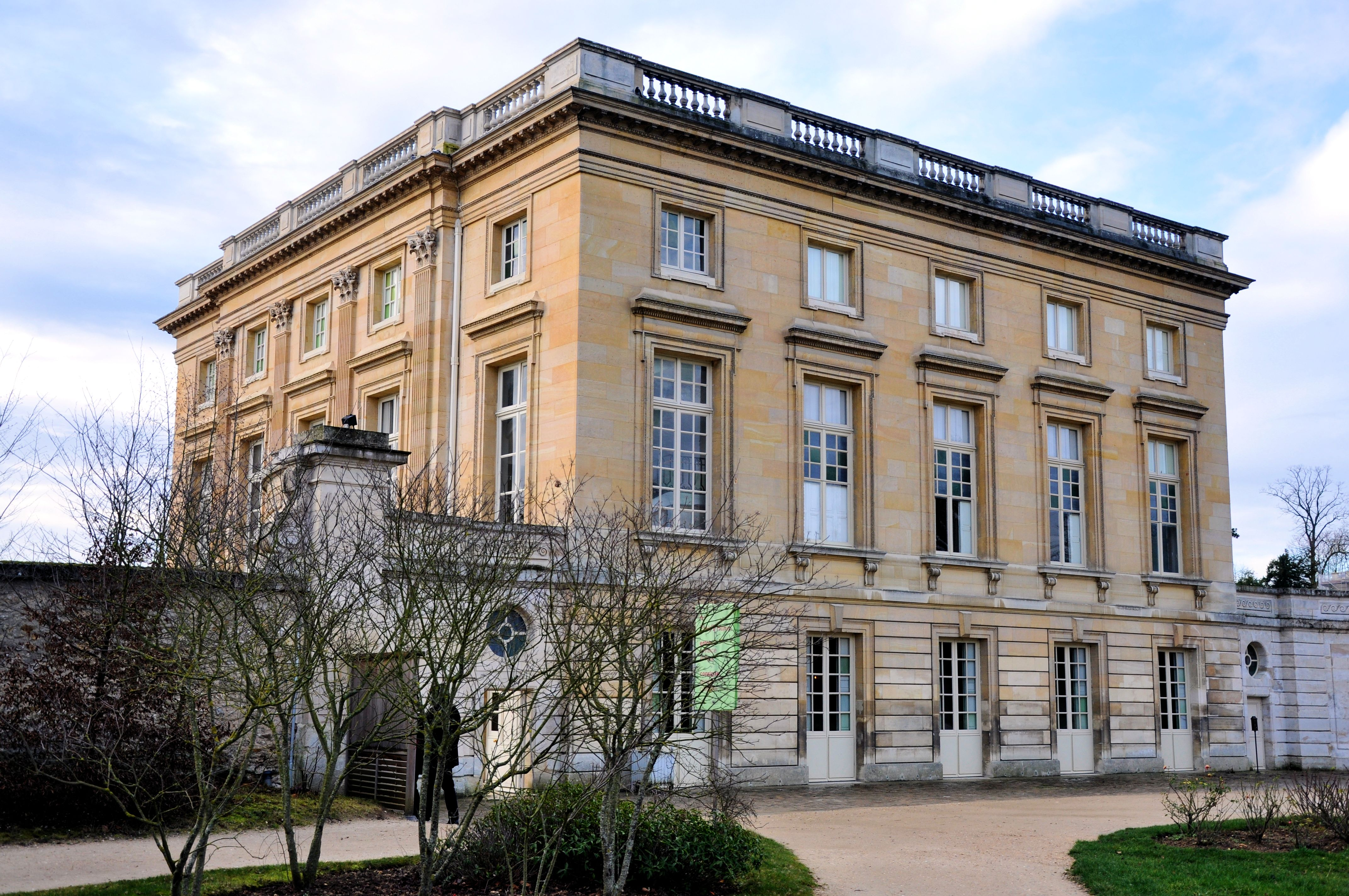
شاتو پتی تریانو در محوطهٔ کاخ ورسای به دستور لویی پانزدهم، جهت اقامت معشوقه‌اش، توسط آنژ ژاک گابریل ساخته شد

تا زمان سلطنت لویی چهاردهم کاخ رسمی و سلطنتی فرانسه کاخ لوور بود اما پس از روی کار آمدن، او تصمیم گرفت کاخ شکوهمندی برای خود بسازد که در جهان نمونه‌ای از زیبایی، شکوه، بزرگی و پهناوری باشد. به همین منظور وی دستور داد دهکده زیبای ورسای به‌عنوان مکان ساخت این کاخ انتخاب شود. بعدها به همین علت کاخ هم ورسای نامیده شد.
شروع ساخت و طراحی کاخ به سال ۱۶۶۹ برمی‌گردد. طراحی این کاخ به‌وسیلهٔ معماران چیره‌دستی به نام‌های «لویی لووا»، طراح فضای سبز آندره لونوتر و «شارل لُبران» نقاش و آذینگر زبردست که قبل از آن قصر وو-لو-ويكنت را ساخته بودند انجام گرفت. اما طراحی اصلی کاخ به‌منظور استفاده به‌عنوان کاخ سلطنتی به سال ۱۶۷۸ بازمی‌گردد. در کل مجموعه کاخ‌های ورسای در چهار مرحله ساخته و تکمیل شد. اولین بنا شامل باغ و قسمت ورودی افتخار آشنایی نام گرفت که گنجایش ۶۰۰ مهمان را در خود داشت. دومین بنا پیمان آخن که پایان آن همزمان شد با پایان جنگ اسپانیا و فرانسه و امضای معاهدهٔ صلح میان آنها در منطقهٔ آخن. بنای سوم پس از پایان جنگ با آلمان و امضای معاهدهٔ نیمیخن که شامل بال شمالی و غربی قصر همچنین باغ پرتقال بود. تالار معروف آینه در این قسمت قرار دارد؛ و سرانجام آخرین قسمت با پایان جنگ نه‌ساله، تمام اثاثیهٔ قصر کار دست صنعتگران ایتالیایی دعوت‌شده به فرانسه بود. مبلمان‌ها و سرویس‌های خواب از نقره و دیگر اشیای آن از طلای خالص. بعد از این مراحل در دور پادشاهان بعدی نیز عمارت‌هایی به این مجموعه افزوده شد. کاخ ورسای در تاریخ ۶ مه ۱۶۸۲ گشایش یافت.
لویی چهاردهم با ساخت این کاخ در نظر داشت هم از شلوغی پاریس دور شود و هم با یک‌جا جمع کردن دستگاه‌های دولتی و دربار در ورسای کنترل بیشتری را بر آنها داشته باشد. علاوه بر کاخ سلطنتی و اماکن دولتی نظیر دیوان‌ها و دادگاه‌ها، منازل هزاران نفر از درباریان، فرمانداران، قضات، وزرا و شخصیت‌های حکومتی در ورسای قرار داشت. لویی چهاردهم درباریان را وادار ساخت که در ورسای زندگی کنند و از افزایش حضور، قدرت و املاکشان در دیگر مکان‌ها بپرهیزند. با این کار لویی قدرت کنترل زیادی بر تمام درباریان پیدا کرد.

## ویژگی‌های کاخ
لویی لووا به منظور اقامت شاه و ملکه آپارتمانی را طراحی کرد که «شتو نف» (در فرانسه به معنی کاخ نو) نامیده می‌شد. علاوه بر این دو آپارتمان که کاملاً شبیه هم هستند و از هفت سالن با نام‌های الهه‌های رومی تشکیل شده‌اند قسمت‌های خصوصی و خوابگاه‌های دیگری هم در این کاخ برای شاه و ملکه فراهم شد.

## عمارت پادشاه
وی برای طراحی این بخش از اصول معماری ایتالیایی رایج در قرن شانزدهم و هفدهم استفاده کرد. او نقشه‌ای کشید که از هفت تالار تشکیل شده‌بود. این ۷ سالن از منظومه خورشیدی و ایزدهای رومی الهام گرفته شده بودند. همه تالارها دور تا دور سالن مرکزی به نام تالار آپولون که خوابگاه لویی چهاردهم بود قرار داشتند. به این نوع طراحی، طراحی «خورشیدمرکزی» می‌گویند. این سالن‌ها به نام‌های زیر نامیده می‌شدند:
- تالار دایان (برگرفته از ایزد شکار روم و سیاره ماه)
- تالار مارس (برگرفته از ایزد جنگ روم و سیاره مریخ)
- تالار مرکوری (برگرفته از ایزد بازرگانی و هنرهای آزاد رومی و سیاره تیر)
- تالار آپولون (برگرفته از ایزد هنرهای زیبا رومی و خورشید)
- تالار ژوپیتر (برگرفته از ایزد حقوق و قانون رومی و سیاره مشتری)
- تالار ساترن (برگرفته از ایزد کشاورزی رومی و سیاره کیوان)
- تالار ونوس (برگرفته از ایزد عشق رومی و سیاره ناهید)

در سال‌های بعد دو تالار فراوانی مخصوص خزانه و هرکول به این تالارها افزوده شد.
این تالارها به وسیله شارل لبران بر اساس طراحی ایتالیایی مزین شد. (وی دوست و همکار پیترو دو کورتونا معمار ایتالیایی و طراح کاخ پیتی در فلورانس بود) برای طراحی سقف تالارها از نقاشی‌های زیبایی استفاده شد. به نظر آندره فلبین طرح‌هایی انتخاب شد که به اعمال قهرمانانه لویی چهاردهم همخوانی داشته باشد. در این نقاشی‌ها از شخصیت‌هایی همچون آگوست و اسکندر بهره گرفته شد؛ مثلاً در تالار آپولون طرحی از آگوست بود که در آن وی در حال ساخت دروازه مزنوس بود این نقاشی اشاره به ساخت دروازه لاروش به دستور لویی چهاردهم داشت یا در تالار مرکور تصویری از اسکندر در حال ساخت کتابخانه عظیم اسکندریه نقش بسته بود که اشاره به ساخت کتابخانه سلطنتی توسط لویی چهاردهم داشت.
تالارها به وسیله مبلمان نقره آراسته شدند ولی این مبلمان طی جنگ آگزبورگ در سال ۱۶۸۹ به دستور لویی چهاردهم برای تأمین بخشی از هزینه جنگ ذوب و به سکه تبدیل شدند.
اما این طراحی صورت گرفته توسط لویی لووا دیری نپایید. به این شکل که طبقه‌ای بر کاخ افزوده شد و تراسی برای آن ساخته شد که آپارتمان‌های شاه و ملکه را به هم متصل می‌کرد. با این تغییرات سالن‌های ژوپیتر، ساترن و ونوس تغییر شکل یافتند. تالارهای ونوس، ساترن و ژوپیتر به سالن آیینه‌ها تبدیل شد. سالنی نیز در قسمت پشت تراس طراحی شد که ونوس نام گرفت. از وسایل و دکورهای تالار اولیه برای تزیین تالار ونوس ثانویه استفاده شد.
از سال افتتاح تا پایان سلطنت لویی چهاردهم از تالارها به شکل اختصاصی استفاده می‌شد:
- تالار ونوس به‌عنوان سالن غذاخوری میهمانان شاه و بار
- تالار دایان به‌عنوان سالن بیلیارد
- تالار مارس به‌عنوان محل رقص و برقراری مجالس بال
- تالار مِرکور به‌عنوان سالن ورق بازی و پوکر
- تالار آپولون به‌عنوان سالن موسیقی و کنسرت

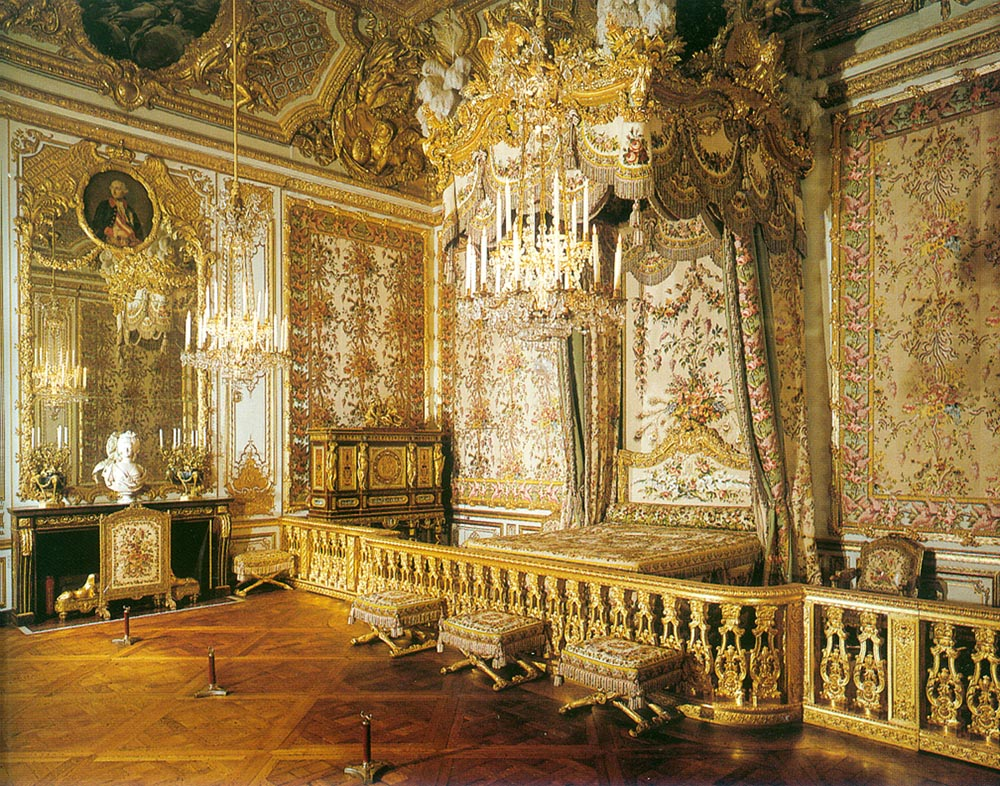
خوابگاه ملکه

## آپارتمان ملکه
این بخش در طول تاریخ خود منزلگاه سه ملکه فرانسه بوده‌است: ماری ترز همسر لوئی چهاردهم، ماری لسزِسزیسکا، همسر لوئی پانزدهم و ماری آنتوانت همسر لوئی شانزدهم، پس از طراحی این آپارتمان توسط لویی لووا این آپارتمان شامل هفت سالن بود که متقارن با آپارتمان شاه بود:
- شاپل متقارن با سالن دیان در آپارتمان شاه
- تالار گارد متقارن با تالار مارس در آپارتمان شاه
- آنتی‌شامبر متقارن با تالار مرکور در آپارتمان شاه
- شامبر متقارن با تالار آپولون در آپارتمان شاه
- گراند کابینت متقارن با تالار ژوپیتر در آپارتمان شاه
- اوراتوری متقارن با تالار ساترن در آپارتمان شاه
- پتیت کابینت متقارن با تالار ونوس در آپارتمان شاه

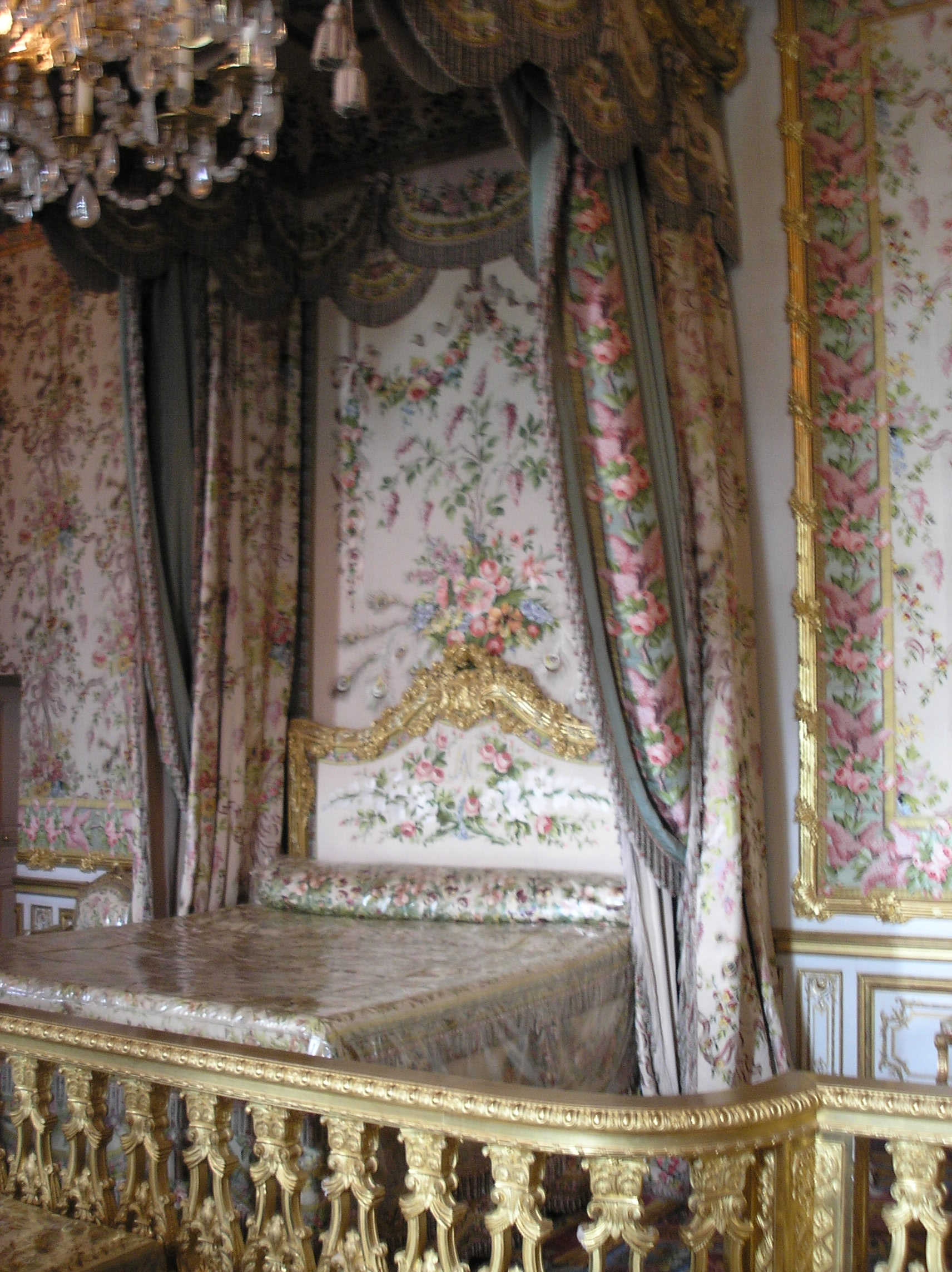
خوابگاه ملکه

همان‌طور که طراحی سقف تالارهای آپارتمان شاه از اعمال قهرمانانه لویی چهاردهم الهام گرفته و از شخصیت‌های تاریخی استفاده شده بود در آپارتمان ملکه نیز از این قبیل تصاویر متناسب با دکوراسیون اتاق بهره گرفته شد.
بعدها برای ساخت تالار آینه بخشی از آپارتمان ملکه تغییر یافت. با این تغییرات تالارها به شکل زیر درآمدند:
- تالار گارد دولارن
- آنتی‌شامبر
- گراند کابینت
- شامبر دولارن

این تالارها تقریباً تا زمان ماری آنتوانت همین شکل را داشت تا اینکه وی دستور تغییر شکل آن را داد و این سالن‌ها به شکلی که امروز می‌بینیم درآمدند:
- تالار گارد دولارن بدون تغییر باقی‌ماند.
- تالار آنتی‌شامبر به آنتی شامبر دو گرند کوورت تبدیل شد. اینجا به محل اجتماعات عمومی شاه، ملکه و درباریان و تئاتر تبدیل شد.
- گراند کابینت به تالار دنوبل تبدیل شد. اینجا به محل عنوان سالن انتظار خوابگاه ملکه تبدیل شد.
- شامبر دولارن به‌عنوان خوابگاه ملکه مورد استفاده قرار گرفت.

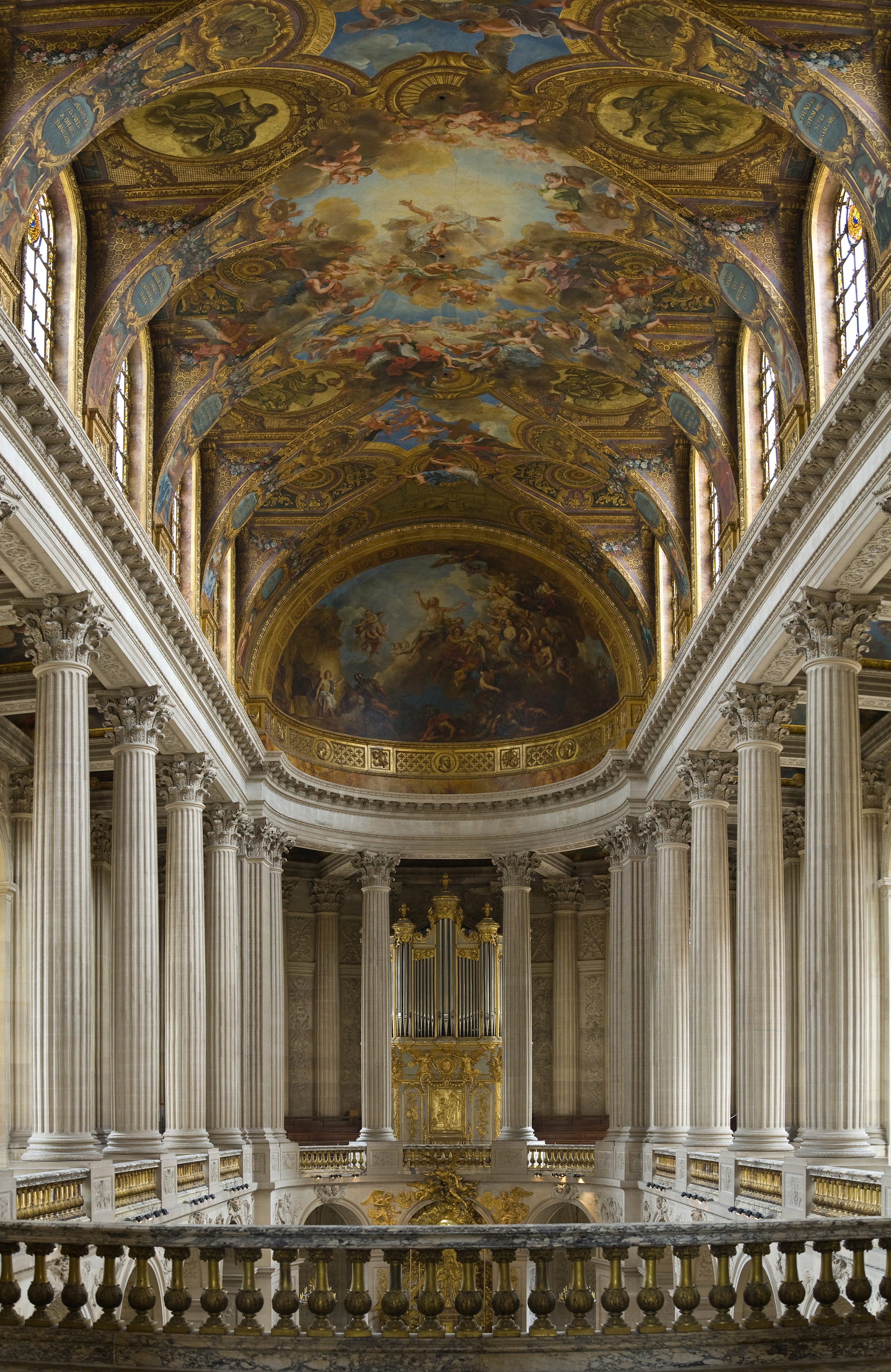
نمای داخلی یکی از چپل‌ها

## دیگر اختصاصات و جزئیات
- علاوه بر آپارتمان‌های سلطنتی ۵ کاخ یا چپل در ورسای ساخته شد.
- تالار اپرای زیبایی نیز در ورسای جهت استفاده شاه و درباریان ساخته شد

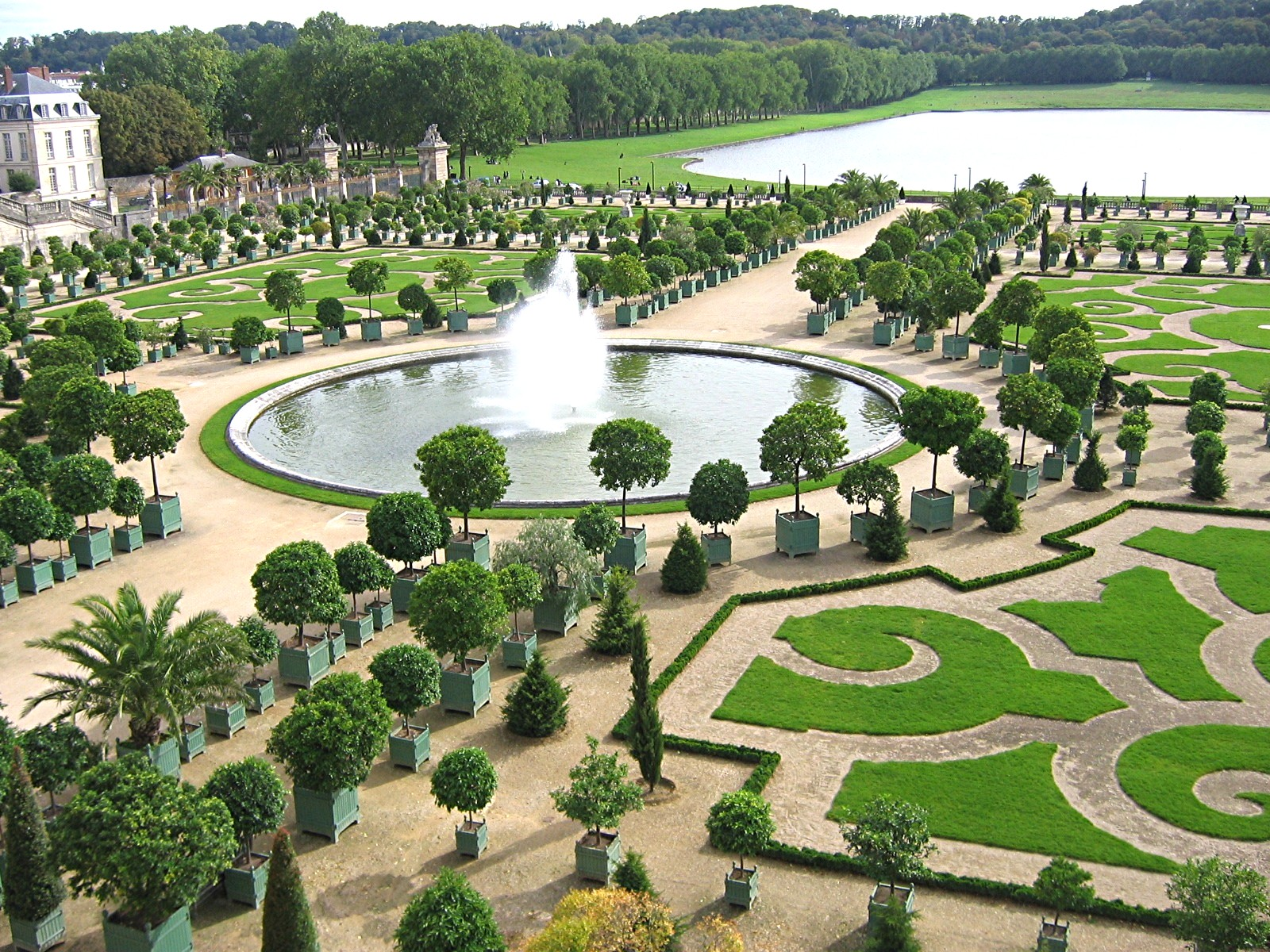

چند سکانس آخر فیلم پروفشنال ژان پل بلموندو، در ساختمان و محوطه باغ این کاخ فیلمبرداری شده‌است

## باغ‌ها و فضای سبز
ورسای دارای بزرگ‌ترین مجموعه باغ‌ها و فضای سبزی است که تا کنون در جهان ساخته شده‌است. در میان این باغ‌ها، آبراه‌ها، حوض‌ها، فواره‌ها و مجسمه‌های زیبایی طراحی شده‌اند. طراحی تمام این قسمت‌ها توسط آندره لونتر صورت گرفته‌است. طراحی فضای سبز به شکلی است که نمای بسیار وسیع و بی‌انتهایی را به ذهن می‌آورد. باغ‌ها نیز در قسمت جنوبی کاخ قرار گرفته‌اند که نمای فوق‌العاده‌ای را از ایوان کاخ سلطنتی فراهم می‌کند. تمامی این فضا بر دو سوی کانال محوری ورسای قرار گرفته‌اند. در چهار سوی این کانال نیز فواره‌ها و استخرهای عظیمی پدید آمده‌اند که بعضی از آنها نظیر استخر آپولون یا استخر لاتونا شهرت جهانی دارند.

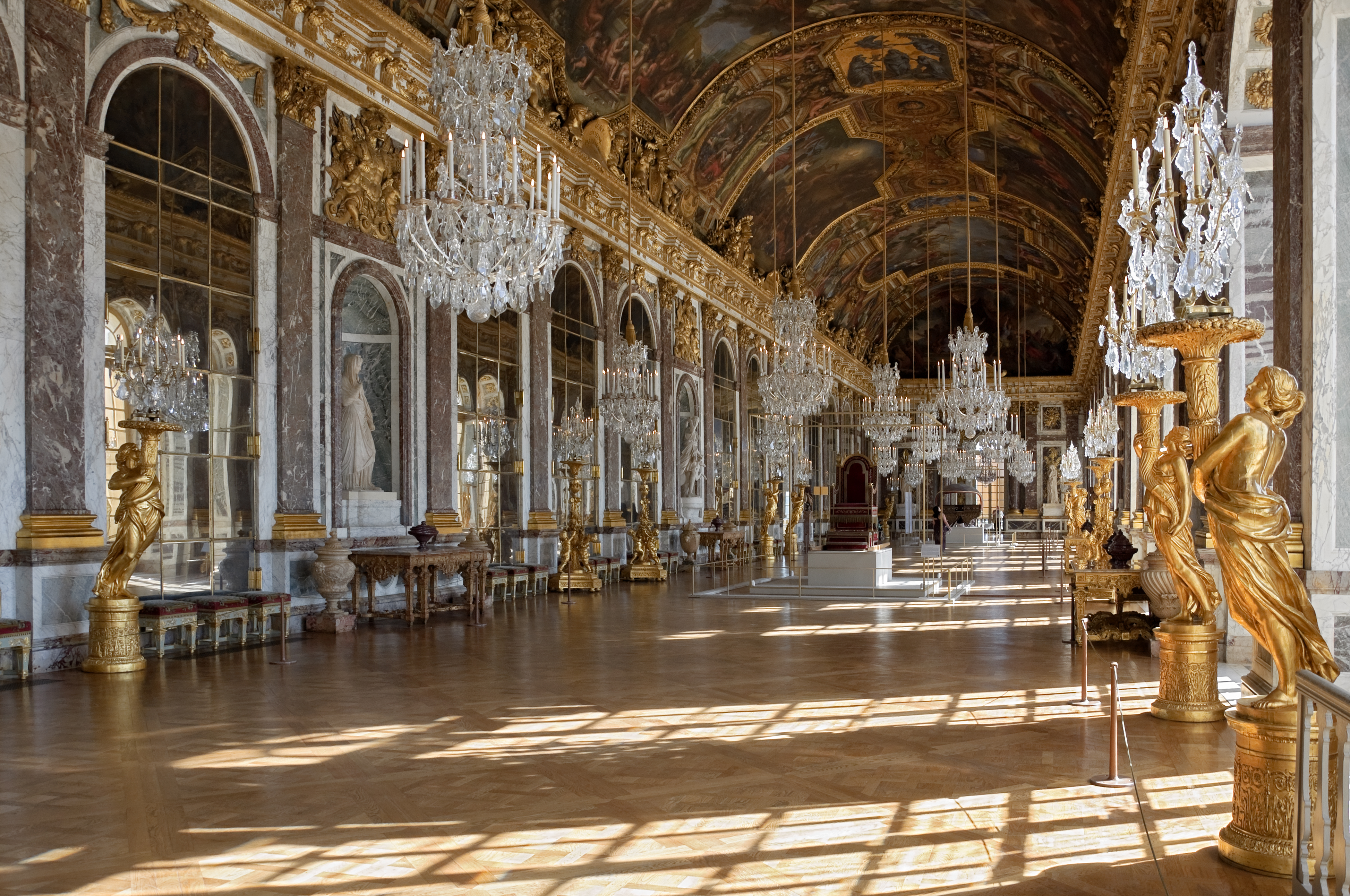
نمایی از سالن آینه

## کاخ‌های جانبی
علاوه بر کاخ سلطنتی کاخ‌ها و عمارت‌های دیگری نیز در محوطه ورسای ساخته شده‌اند که از معروفترین آن‌ها می‌توان از گراند تریانون و پتیت تریانون نام برد.

## هزینه ساخت
با توجه به عظمت، شکوه و وسعت کاخ ورسای هزینه نگهداری این کاخ بسیار بالا بود هرگز رقم دقیق آن توسط کوبرگ، خزانه‌دار لویی چهاردهم، فاش نشد، اما به‌طوری‌که طی یک برآورد گفته می‌شود که حدود ۲۵٪ درآمد ملی فرانسه در آن زمان صرف فراهم‌کردن هزینهٔ زندگی شاه در این کاخ می‌شد.
در طی تحقیقات امروزی، هزینهٔ ساخت ساختمان‌های این کاخ بالغ بر ۲ میلیارد دلار و قیمت طلا و نقرهٔ به‌کاررفته در این کاخ بر اساس قیمت طلا و نقره در سال ۲۰۰۶، به حدود ۶۰۰ میلیارد دلار می‌رسد. به همین خاطر تعدادی از تاریخ‌نگاران زندگی در ورسای را زندگی طلایی نامیده‌اند. پس از انقلاب کبیر فرانسه این کاخ توسط انقلابیون اشغال شد و تمامی اثاثیهٔ آن به نفع انقلاب مصادره و در حراجی‌های اروپا و آمریکا به فروش رسید.

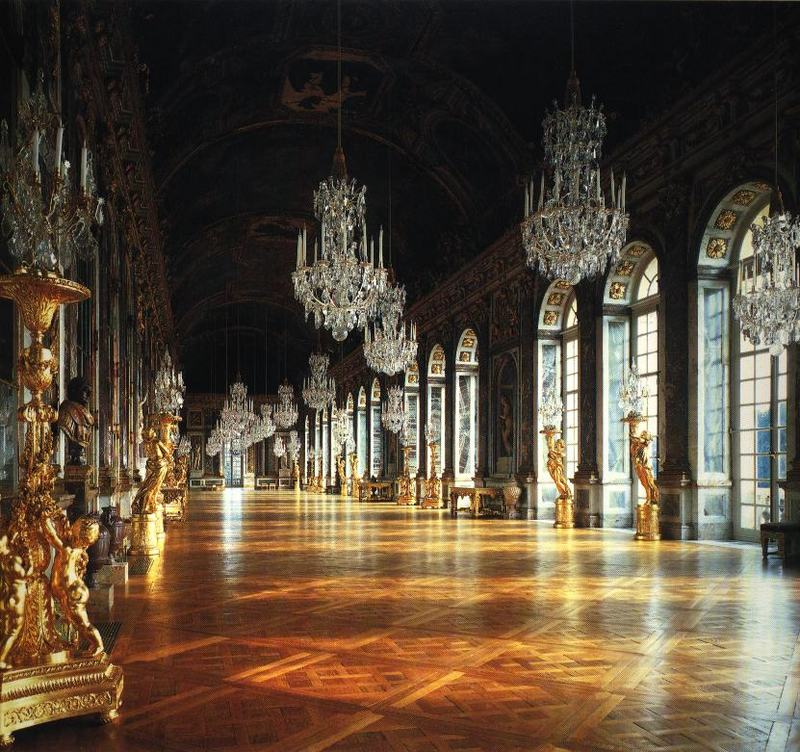
نمایی از سالن آینه

## کاخ‌های الهام گرفته از ورسای
بناها و کاخ‌های زیادی در جهان از ورسای الهام گرفته‌اند. شاید کمتر بنایی در جهان در طول تاریخ به این حد مورد تقلید و الهام قرار گرفته‌باشد از جمله این مکان‌ها می‌توان به موارد زیر اشاره کرد:
- کاخ سلطنتی روسیه به نام کاخ پتروف ساخته‌شده به دستور پطر کبیر
- کاخ سفید در ایالات متحده
- کاخ سلطنتی هرنشیمزی در آلمان ساخته شده به دستور لودویگ دوم پادشاه باواریا
- کاخ همپتون کورت در انگلیس
- کاخ چت وورث در انگلیس
- کاخ بلن هیم در انگلیس ساخته شده به دستور دوک مارلبورو
- کاخ شلوس ویلهمشوس در آلمان
- کاخ شلوس آگوستوسبورگ در آلمان
- کاخ لودویگزبورگ در آلمان
- کاخ شلوس شلیسهلم در آلمان
- کاخ وورزبورگر در آلمان
- کاخ دروتهیلنگم در سوئد
- کاخ شونبرون در اتریش
- کاخ استرازا در مجارستان
- کاخ کاسرتا در ایتالیا
- کاخ دوکال در ایتالیا
- کاخ استیپینیجی در ایتالیا
- کاخ لا گرانجا در نزدیکی مادرید اسپانیا
- کاخ کوئلوز در اسپانیا
- کاخ جاگاتجیت در پنجاب هند
- کاخ لازینکی در لهستان
- کاخ برانیسکی در لهستان
- کاخ پاورکورت هووس در ایرلند